# MiRNA-21
マイクロRNA-21(=miR-21、has-mir-21、miRNA21)(*以下、miR-21と表記)とは、MIR21遺伝子によってコードされている哺乳類のマイクロRNAである。
miR-21は哺乳類におけるマイクロRNAでもごく初期に同定されたマイクロRNAのうちのひとつである。成熟miR-21の配列は進化の過程で強く保存されている。ヒトmiR-21遺伝子は液胞膜タンパクと呼ばれるTMEM49遺伝子によって、第17番染色体長腕(17q23.2)の正鎖に存在している。miR-21はコード遺伝子の転写方向におけるイントロン領域に存在している。にもかかわらず、自身のプロモーター領域を有しており、pri-miR-21と呼ばれる約3400塩基の独自の初期転写産物を生成する。ステムループ構造を有する前駆体miR-21(pre-miR-21)はpri-miR-21の2445～2516番の塩基に存在している。

## 成熟miR-21
Pri-miR-21はpre-miR-21を生成するために核内においてドローシャ([英]Drosha)と呼ばれるエンドヌクレアーゼによって切断され、細胞質基質へと運ばれる。このpre-miR-21はその後、細胞質基質においてダイサー([英]Dicer)によって切断され、低分子の２本鎖RNAへとなる。転写による両鎖の発現量は同等であるが、片方の鎖(miR-21)のみが成熟RNAとしてのプロセッシングを受け、もう片方の鎖(miR-21*)は次第に減少していく。その後、成熟マイクロRNAはマイクロRNA-リボ核酸蛋白複合体であるRISC(RNA-induced silencing complex)にとりこまれ、標的伝令RNAの 3’非翻訳領域 (3’-UTR)に存在する完全相補配列付近へと運ばれる。

## 標的
miR-21の標的は数多く実験的に確認されており、それらのほとんどは腫瘍抑制因子である。よく知られているものとしては、PTEN、PDCD4、Tropomyosin、Sprouty 1、Sprouty 2、Bcl-2、RECK、IL-12p35、JAG1、HNRPK、BTG2、TGFBRII、TAp63、P12/CDK2AP1、MEF2C、ANP32A、SMARCA4 RhoB、hMSH2 など。

## 臨床的意義

### 悪性腫瘍
miR-21は、腫瘍関連マイクロRNA([英]oncomir)として同定された最初期のマイクロRNAのひとつである。miR-21の標的のほとんどは腫瘍抑制因子であり、非常に多くの悪性腫瘍と関連している。(肺癌、卵巣癌、頭頸部癌、大腸癌、肺癌、肝細胞癌、脳腫瘍、食道癌、前立腺癌、膵臓癌、甲状腺癌 など)

### 循環器疾患
miR-21は循環器疾患の進行に重要な役割を果たしていることが示されている。miR-21は高発現することでマウス及びヒトの心血管系に悪影響を及ぼすマイクロRNAのひとつである。さらに、圧負荷心疾患モデルマウスに対して、化学的修飾と、活性化コレステロールによるマイクロRNA阻害剤([英]antagomir)を用いて、マウスのmiR-21を阻害したところ、間質の線維化の抑制や心機能の改善が認められた。驚くべきことに、miR-21のグローバルノックアウトマウスは、野生型マウスと比較し、心負荷に対する明らかな反応の違いは、ほとんど認められなかった。同様に、miR-21を阻害するように設計された短い(8塩基の)オリゴヌクレオチドは、心肥大や線維化を阻害することはできなかった。急性心筋梗塞モデルマウスを用いた他の実験では、梗塞範囲におけるmiR-21の発現量は有意に低く、また、このマウスにアデノウイルスを用いてmiR-21を過剰発現させたところ、心筋梗塞の範囲が縮小した。

## 推薦文献
- Cardin, S; Guasch, E; Luo, X; Naud, P; Le Quang, K; Shi, Y; Tardif, JC; Comtois, P; Nattel, S (October 2012). “Role for MicroRNA-21 in atrial profibrillatory fibrotic remodeling associated with experimental postinfarction heart failure.”. Circulation. Arrhythmia and electrophysiology 5 (5):  1027–35. doi:10.1161/CIRCEP.112.973214. PMID 22923342.
- Zhong, Z; Dong, Z; Yang, L; Gong, Z (October 2012). “miR-21 induces cell cycle at S phase and modulates cell proliferation by down-regulating hMSH2 in lung cancer.”. Journal of cancer research and clinical oncology 138 (10):  1781–8. doi:10.1007/s00432-012-1287-y. PMID 22806311.